# L'Île-d'Elle
L'Île-d'Elle est une commune française située dans le département de la Vendée en région Pays de la Loire.
Ses habitants sont appelés les Nellesais (parfois orthographié Nellezais) et les Nellesaises (ou Nellezaises).

## Géographie
Le territoire municipal de L’Île-d’Elle s’étend sur 1 920 hectares. L’altitude moyenne de la commune est de 3 mètres, avec des niveaux fluctuant entre 1 et 60 mètres,.
Situé sur un promontoire rocheux calcaire, le bourg domine le Marais poitevin. La commune est baignée par la Vendée qui matérialise la limite avec le département de la Charente-Maritime ainsi que par la Sèvre Niortaise.

### Communes limitrophes
|                            | Le Gué-de-Velluire |                                            |
|                            | L'Île-d'Elle       | Vix                                        |
| Marans (Charente-Maritime) |                    | Saint-Jean-de-Liversay (Charente-Maritime) |

### Climat
Pour des articles plus généraux, voir Climat des Pays de la Loire et Climat de la Vendée.
En 2010, le climat de la commune est de type climat océanique franc, selon une étude du CNRS s'appuyant sur une série de données couvrant la période 1971-2000. En 2020, Météo-France publie une typologie des climats de la France métropolitaine dans laquelle la commune est exposée à un climat océanique et est dans la région climatique  Littoral charentais et aquitain, caractérisée par une pluviométrie élevée en automne et en hiver, un bon ensoleillement, des hivers doux (6,5 °C), soumis à la brise de mer. 
Pour la période 1971-2000, la température annuelle moyenne est de 12,3 °C, avec une amplitude thermique annuelle de 14,4 °C. Le cumul annuel moyen de précipitations est de 774 mm, avec 12,4 jours de précipitations en janvier et 6,3 jours en juillet. Pour la période 1991-2020, la température moyenne annuelle observée sur la station météorologique de Météo-France la plus proche, sur la commune de Marans à 4 km à vol d'oiseau, est de 13,2 °C et le cumul annuel moyen de précipitations est de 739,6 mm,. Pour l'avenir, les paramètres climatiques de la commune estimés pour 2050 selon différents scénarios d'émission de gaz à effet de serre sont consultables sur un site dédié publié par Météo-France en novembre 2022.

## Urbanisme

### Typologie
Au 1er janvier 2024, L'Île-d'Elle est catégorisée bourg rural, selon la nouvelle grille communale de densité à sept niveaux définie par l'Insee en 2022.
Elle est située hors unité urbaine. Par ailleurs la commune fait partie de l'aire d'attraction de La Rochelle, dont elle est une commune de la couronne,. Cette aire, qui regroupe 72 communes, est catégorisée dans les aires de 200 000 à moins de 700 000 habitants,.

### Occupation des sols
L'occupation des sols de la commune, telle qu'elle ressort de la base de données européenne d’occupation biophysique des sols Corine Land Cover (CLC), est marquée par l'importance des territoires agricoles (92,2 % en 2018), une proportion sensiblement équivalente à celle de 1990 (92,8 %). La répartition détaillée en 2018 est la suivante : 
terres arables (69 %), zones agricoles hétérogènes (18,9 %), zones urbanisées (5,6 %), prairies (4,3 %), forêts (2,1 %). L'évolution de l’occupation des sols de la commune et de ses infrastructures peut être observée sur les différentes représentations cartographiques du territoire : la carte de Cassini (XVIIIe siècle), la carte d'état-major (1820-1866) et les cartes ou photos aériennes de l'IGN pour la période actuelle (1950 à aujourd'hui).

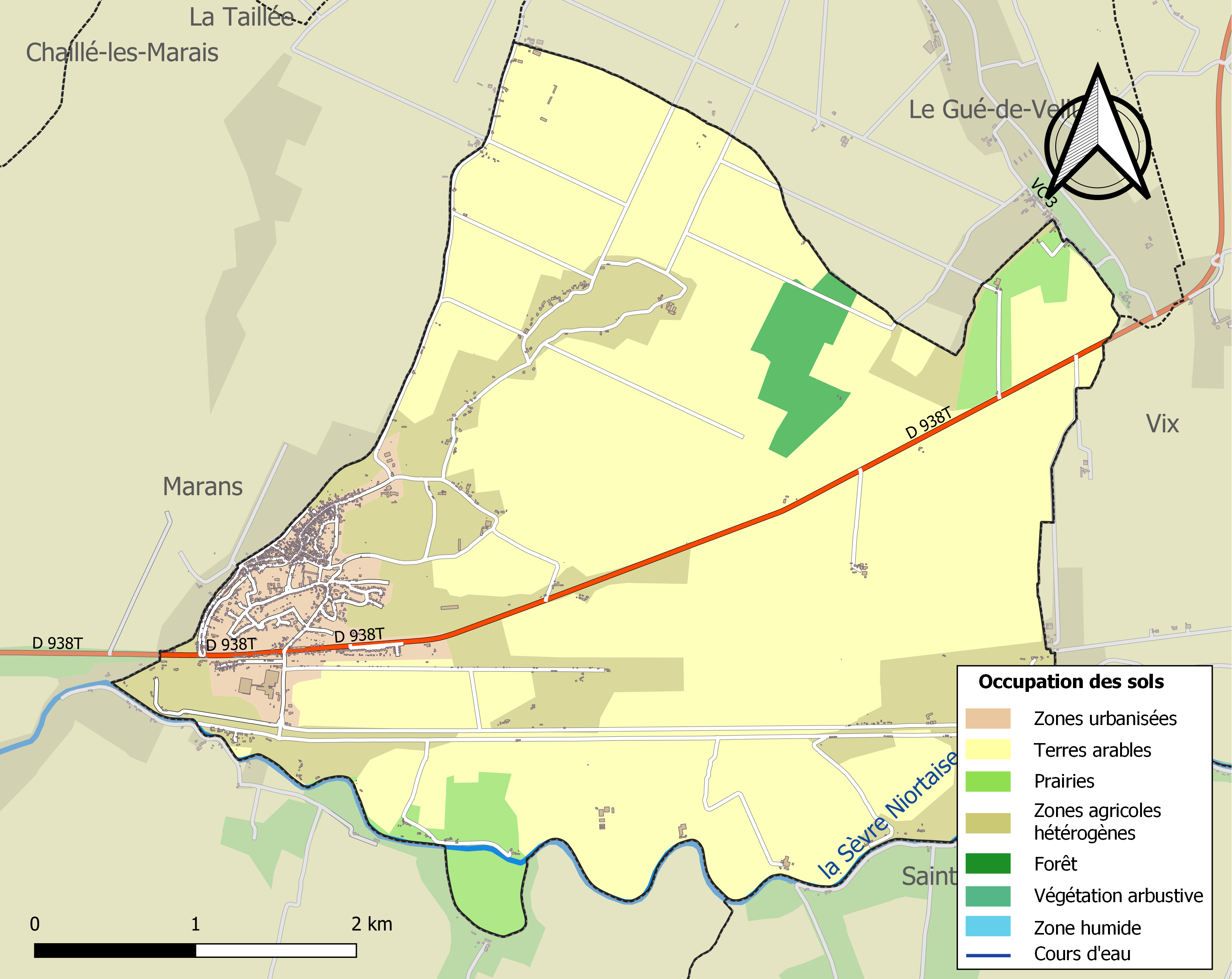
Carte des infrastructures et de l'occupation des sols de la commune en 2018 (CLC).

## Histoire
La commune est un ancien ilot calcaire situé dans le golfe des Pictons. Elle fut gallo-romaine INSULA de ELLA (archéologie : villa gallo-romaine lieudit la Gueriniere - nombreux tessons de sigillée décorés et poterie grise. Nombreux TEGULEA. Bronze et monnaies).
La plus ancienne appellation du village est INSULA DE ELLA au XIe siècle, dans une bulle du pape Célestin III en 1197. Également Prieuré de ELLIS, en 1317. La mention de L'Île-d'Elle figure sur un acte daté de 1377 concernant une remise de cens par le seigneur de Marans, à Pierre Maingy pour son hébergement sis à la Guérinière à l'Île-d'Elle, ce document sur parchemin est aux archives départementales de la Vendée.
Le village fut érigé en paroisse en 1655 et fut, jusqu'à la Révolution, partie intégrante du territoire de la seigneurie de Marans situé à quatre kilomètres dans la plus petite province de France : l'Aunis. Le dernier seigneur de Marans en date, le marquis d'Aligre, intègre L’Île-d'Elle dans le marquisat d’Aligre (XVIIIe siècle).
À la Révolution, L’Île-d'Elle devient commune de Vendée par décret du 11 janvier 1791.

## Héraldique
| Blason de L'Île-d'Elle | Blason  | Écartelé: au 1er de gueules à la fasce d'argent, au 2e de sinople à la mitre d'argent senestrée d'une crosse du même, au 3e d'argent au léopard d'or surmonté de trois étoiles de gueules rangées en chef, au 4e de gueules à la croix tréflée de vair. Ce blason reprend les attributs des armoiries des seigneurs de la Guérinière de L'Ile d'Elle, fief noble ainsi que St Hilaire patron de la paroisse. |
| Blason de L'Île-d'Elle | Détails | Le statut officiel du blason reste à déterminer. |

## Politique et administration

### Liste des maires
| Période                                  | Période  | Identité          | Étiquette | Qualité             |
| ---------------------------------------- | -------- | ----------------- | --------- | ------------------- |
| 1900                                     | 1905     | Eustache Vincent  |           |                     |
| 1906                                     | 1912     | Samuel Vincent    |           |                     |
| 1912                                     | 1913     | Eugene Jouberteau |           |                     |
| 1914                                     | 1919     | Jules Massé       |           |                     |
| 1919                                     | 1947     | André Rousseau    |           |                     |
| 1947                                     | 1953     | Alphonse Bouju    |           |                     |
| 1953                                     | 1959     | Auguste Braud     |           |                     |
| 1959                                     | 1965     | Henri Salardenne  |           |                     |
| 1965                                     | 1971     | Paul Vigoureux    |           |                     |
| 1971                                     | 1989     | Marcel Vallade    |           |                     |
| 1989                                     | 1995     | Jacky Lemaigre    |           |                     |
| juin 1995                                | 2014     | Claude Clément    |           | Infirmier           |
| mars 2014                                | En cours | Joël Bluteau      | DIV       | Exploitant agricole |
| Les données manquantes sont à compléter. |          |                   |           |                     |

## Population et société

### Démographie

#### Évolution démographique
L'évolution du nombre d'habitants est connue à travers les recensements de la population effectués dans la commune depuis 1793. Pour les communes de moins de 10 000 habitants, une enquête de recensement portant sur toute la population est réalisée tous les cinq ans, les populations de référence des années intermédiaires étant quant à elles estimées par interpolation ou extrapolation. Pour la commune, le premier recensement exhaustif entrant dans le cadre du nouveau dispositif a été réalisé en 2008.
En 2022, la commune comptait 1 505 habitants, en évolution de −1,89 % par rapport à 2016 (Vendée : +5,33 %, France hors Mayotte : +2,11 %). Le maximum de la population a été atteint en 1872 avec 2 067 habitants.
| 1793  | 1800  | 1806  | 1821  | 1831  | 1836  | 1841  | 1846  | 1851  |
| ----- | ----- | ----- | ----- | ----- | ----- | ----- | ----- | ----- |
| 1 198 | 1 045 | 1 086 | 1 318 | 1 330 | 1 448 | 1 673 | 1 756 | 1 830 |

| 1856  | 1861  | 1866  | 1872  | 1876  | 1881  | 1886  | 1891  | 1896  |
| ----- | ----- | ----- | ----- | ----- | ----- | ----- | ----- | ----- |
| 1 929 | 1 964 | 1 965 | 2 067 | 1 993 | 2 062 | 2 007 | 1 970 | 1 983 |

| 1901  | 1906  | 1911  | 1921  | 1926  | 1931  | 1936  | 1946  | 1954  |
| ----- | ----- | ----- | ----- | ----- | ----- | ----- | ----- | ----- |
| 1 958 | 1 940 | 1 917 | 1 676 | 1 662 | 1 587 | 1 507 | 1 452 | 1 419 |

| 1962  | 1968  | 1975  | 1982  | 1990  | 1999  | 2006  | 2008  | 2013  |
| ----- | ----- | ----- | ----- | ----- | ----- | ----- | ----- | ----- |
| 1 467 | 1 459 | 1 412 | 1 357 | 1 352 | 1 359 | 1 393 | 1 403 | 1 504 |

| 2018  | 2022  | - | - | - | - | - | - | - |
| ----- | ----- | - | - | - | - | - | - | - |
| 1 507 | 1 505 | - | - | - | - | - | - | - |

#### Pyramide des âges
En 2018, le taux de personnes d'un âge inférieur à 30 ans s'élève à 32,8 %, soit au-dessus de la moyenne départementale (31,6 %). À l'inverse, le taux de personnes d'âge supérieur à 60 ans est de 30,7 % la même année, alors qu'il est de 31,0 % au niveau départemental.
En 2018, la commune comptait 696 hommes pour 811 femmes, soit un taux de 53,82 % de femmes, largement supérieur au taux départemental (51,16 %).
Les pyramides des âges de la commune et du département s'établissent comme suit.
| Hommes | Classe d’âge | Femmes |
| ------ | ------------ | ------ |
| 0,6    | 90 ou +      | 2,0    |
| 7,6    | 75-89 ans    | 9,2    |
| 21,6   | 60-74 ans    | 20,3   |
| 21,1   | 45-59 ans    | 18,4   |
| 16,2   | 30-44 ans    | 17,4   |
| 15,1   | 15-29 ans    | 14,5   |
| 17,8   | 0-14 ans     | 18,1   |

| Hommes | Classe d’âge | Femmes |
| ------ | ------------ | ------ |
| 0,8    | 90 ou +      | 2,2    |
| 8,7    | 75-89 ans    | 11,1   |
| 20,3   | 60-74 ans    | 21,3   |
| 20     | 45-59 ans    | 19,4   |
| 17,5   | 30-44 ans    | 16,8   |
| 15     | 15-29 ans    | 13,2   |
| 17,7   | 0-14 ans     | 16,1   |

## Lieux et monuments
- L'église Saint-Hilaire.

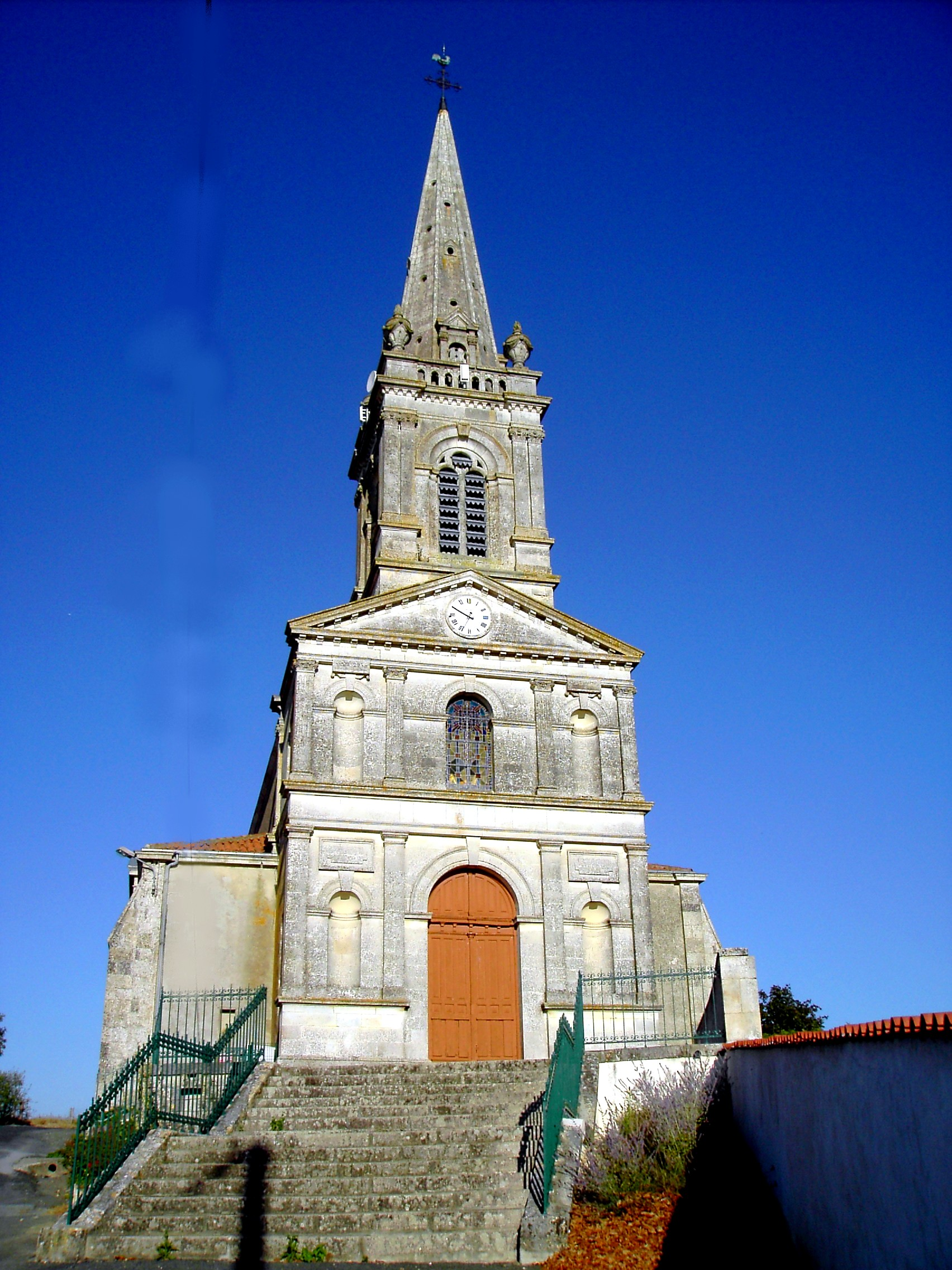
Église Saint-Hilaire.

- Le Gouffre est un ouvrage hydraulique réalisé en 1663 lors de l'assèchement des marais : par siphon, le canal de Vix passe sous la rivière Vendée, laquelle va se jeter dans la Sèvre Niortaise. L'ouvrage en pierre est supporté par des fondations sur pilotis.
- L'étang de la Sablière est une ancienne carrière de sable creusée et exploitée pour l'aménagement du ballast de la voie ferrée Nantes La Rochelle, remplie d'eau au XXe siècle et reliée par un petit canal à la rivière de Vendée.

### L'Île-d'Elle dans les arts
L'Île-d'Elle est citée dans le poème d’Aragon, Le Conscrit des cent villages, écrit comme acte de Résistance intellectuelle de manière clandestine au printemps 1943, pendant la Seconde Guerre mondiale.